# Hybride Wettbewerbsstrategien
Geschäftsfeldstrategien, die eine Kostenführerschaft erfolgreich mit einer Differenzierung verbinden, werden als hybride Wettbewerbsstrategien bezeichnet. Dieser Ansatz widerspricht jedoch Michael Porters Unvereinbarkeitshypothese, der zufolge sich jedes Geschäftsfeld für eine der beiden Strategien entscheiden muss, um Wettbewerbsvorteile zu generieren.
Verfechter von Hybridstrategien sind der Auffassung, dass die generischen Wettbewerbsstrategien nach Porter nicht immer den Anforderungen genügen, die sich aus den dynamischen Bedingungen der Unternehmensumwelt ergeben. Daher wurde Porters Ansatz kritisch reflektiert und es wurden eine Reihe hybrider Wettbewerbsstrategien formuliert, die Unternehmen dabei unterstützen sollen, die Wettbewerbsstrategien Differenzierung und Kostenführerschaft flexibel zu kombinieren. Das Ziel ist es dabei, eine synchrone Verbesserung der Differenzierungs- und Kostenposition zu erreichen.
Im Folgenden werden drei verschiedene Varianten der Hybridstrategie unterschieden: die simultane, die sequentielle und die multilokale Strategie.

## Simultane Strategie
Hier laufen die Prozesse zur Erzielung einer Kostenführerschaft und Differenzierung gleichzeitig ab. Das Unternehmen sichert sich Wettbewerbsvorteile durch die Anpassung an unterschiedliche sich verändernde Umweltbedingungen. Aufgrund der raschen Veränderungen am Markt entstehen aufwändige Planungsphasen. Dies ist ein Nachteil der simultanen Strategie.
Corsten und Will vertreten die Meinung, dass die gleichzeitige Erzielung von Kostenführerschaft und Differenzierung über die Gestaltung der Produktionsverfahren erreicht werden kann. Hierbei müssen die Wettbewerbsanforderungen und die Produktionsstrategie bestmöglich aufeinander zugeschnitten werden. Ihr strategischer Ansatz verbindet eine günstige Kostenposition mit einer starken Differenzierung.
Kaluza entwickelte zur Sicherung der Wettbewerbsvorteile den Ansatz der dynamischen Produktdifferenzierung. Der Kernpunkt seiner Strategie sind die sich verändernden Kundenpräferenzen. Das Unternehmen muss flexibel auf Veränderungen reagieren und schnellstmöglich einen Erzeugniswechsel durchführen können. Zur Erreichung einer dynamischen Produktdifferenzierung müssen sowohl Technik, als auch Organisation und Mitarbeiter optimal an das Unternehmen angepasst werden.
Die Mass Customization Strategie nach Davis und Pine verbindet die Massenproduktion mit den individuellen Kundenpräferenzen. Dadurch werden gleichzeitig Vorteile der Kostenführerschaft und der Differenzierung verwirklicht. Die Anpassung an Nachfrager geschieht aufgrund weniger, aber entscheidender Merkmale.
Die Blue-Ocean-Strategie wurde seit 1997 von W. Chan Kim und Renée Mauborgne an der INSEAD Business School entwickelt und ausgebaut und in ihrem Beitrag im Harvard Business Review zunächst noch als Value Innovation bezeichnet. Ihr Grundkonzept basiert auf Differenzierung zur Schaffung relevanter Kundennutzen und der Optimierung der Kostenstrukturen durch die Beseitigung unnötiger Kostentreiber. Diese Kombination verschiedener strategischer Entscheidungen ermöglicht es dem Unternehmen, eine breite Masse von Kunden oder Nichtkunden zu bedienen und durch einen unbedeutend gewordenen Wettbewerb neu geschaffene Märkte zu erschließen.

## Sequentielle Strategie
Die sequentielle Strategie hat ebenfalls das Ziel, die beiden Wettbewerbsstrategien Kostenführerschaft und Differenzierung zu verbinden. Dies geschieht jedoch abwechselnd. Ist eine bestimmte, erwünschte Position im Wettbewerb erreicht, wird das Unternehmen angeregt von der einen Strategie zur anderen zu wechseln. Dabei wird unterstellt, dass die Vorteile, die aus der zuvor genutzten Strategie entstanden sind, dem Unternehmen nach dem Wechsel erhalten bleiben. Der Cashflow, der auf diese Weise generiert wurde, soll gemäß dieser Sichtweise dafür aufgewendet werden, den Strategiewechsel durchführen zu können. Weiterhin gehen für das Unternehmen mit diesem Wechsel oft wichtige Innovationen einher. Ein Nachteil der sequentiellen Strategie ist, dass Unternehmen hierfür einen hohen Bedarf an finanziellen Mitteln benötigen. Außerdem kann der Wechsel zwischen den Strategien zu Konflikten innerhalb der Personalstruktur führen, da der Führungsstil bei Kostenführern tendenziell eher als härter gilt und ihm schlanke Personalstrukturen nachgesagt werden, wohingegen bei der Differenzierungsstrategie dem Personal und den Führungsverantwortlichen eher kreative Freiräume eingeräumt werden. Diese Nachteile erklären somit auch, warum Porter bei unklarer Positionierung von einer geringeren Rentabilität ausgeht.
Die Outpacing-Strategien von Gilbert und Strebel haben zum Ziel, durch den Wechsel zwischen den Strategiemöglichkeiten Kostenführerschaft und Differenzierung einen Wettbewerbsvorsprung zu sichern. Das produzierte Gut soll einen hohen Nutzen zu einem geringen Preis bieten. In der Differenzierungsphase sollen – wenn möglich – Produktstandards geschaffen werden, sodass in der Phase der Kostenführerschaft durch Prozess- und Produktstandardisierungen die Kosten sinken. Aufgrund sich ändernden Bedingungen müssen die Produkte erneuert werden. Dies führt zur erneuten Verfolgung der Differenzierungsstrategie.

## Multilokale Strategie
Bei der Multilokalen Strategie werden die beiden Wettbewerbsstrategien Kostenführerschaft und Differenzierung mit der Internationalisierungsstrategie des Unternehmens verknüpft. Bei der Multilokalen Strategie kommt es zu einer räumlichen Entkopplung der jeweiligen strategischen Ausrichtungen. Der Wunsch nach Kostenführerschaft aufgrund einer steigenden Homogenisierung des internationalen Marktes steht der Differenzierungsstrategie aufgrund von lokalen Unterschieden gegenüber. Das Ziel der Strategien ist es, eine möglichst hohe Umsatzrentabilität zu erreichen. Das jeweilige Unternehmen muss bei der Entscheidung über die internationale Ausrichtung die eigenen Stärken und Schwächen berücksichtigen.
Meffert unterscheidet an dieser Stelle die vier verschiedenen Strategietypen Global, Dual, International und Multinational. Die globale Strategie standardisiert sowohl die Produkte als auch die Produktion auf internationaler Ebene. Die duale Strategie verfolgt die gleichzeitige Erzielung von Globalisierungs- und Lokalisierungsvorteilen. Bei der internationalen Strategie erfolgt der Absatz der unangepassten Produkte vom Heimatmarkt auf den Auslandsmärkten. Die multinationale Strategie hat die lokale Anpassung von Produkten zum Ziel.